# Ľubica Laššáková
Ľubica Laššáková (Piešťany, 18 agosto 1960) è una politica slovacca. Dal 22 marzo 2018 al 21 marzo 2020 è stata ministro della Cultura nel Governo Pellegrini..